# بسام عبد المجيد
بسام عبد المجيد (مواليد 1950) هو ضابط في الجيش السوري، سياسي ودبلوماسي.

## البداية والتعليم
عبد المجيد من أصل شركسي، ولد لعائلة مسلمة سنية عام 1950 في بئر عجم، وهي قرية في محافظة القنيطرة جنوب غرب سوريا. حضر أكاديمية سلاح الجو السوري، وتخرج في عام 1970.

## الحياة المهنية
خدم عبد المجيد في عدة مناصب عسكرية وأمنية. كان مدير الشرطة العسكرية 2003-2006. تم تعيينه وزيرا للداخلية في سورية في 11 شباط 2006، خلفا لغازي كنعان. عندما كان في منصبه، القيادي في حزب الله عماد مغنية قتل في دمشق في شباط 2008. وصف بسام عبد المجيد الهجوم بأنه «فعل إرهابي».
استمرت ولاية عبد المجيد حتى 23 نيسان 2009 وكان استبدل ب سعيد محمد سمور. في تشرين الأول 2009، تم تعيينه سفيرا لسورية في الكويت.

## الحياة الشخصية
بسام عبد المجيد متزوج وله ابنتان وولد واحد.